# Pentactella marionensis
Pentactella marionensis is een zeekomkommer uit de familie Cucumariidae.
De wetenschappelijke naam van de soort werd in 1886 gepubliceerd door Johan Hjalmar Théel.